# Джентльвумен
Джентльвумен (від лат. gentilis, що належить до роду, та англ. «жінка») у первісному та точному сенсі — це жінка з доброї родини, аналогічно латинським generosus і generosa. Близькоспоріднене англійське слово «джентрі» походить від давньофранцузького genterise, gentelise, що має значну частину значення французького noblesse та німецького Adel, але без строгих технічних вимог цих традицій, таких як поділ шляхетства.
За асоціацією з джентльмен це слово може стосуватися:
- Жінки шляхетного походження або високого соціального становища;
- Жінки, що приходить до великої леді (як, наприклад, персонажка у «Макбеті» Вільяма Шекспіра називалася лише «Джентльвумен», яка відвідує леді Макбет). Це може бути призначення в суд як жіночий еквівалент камер-юнкер.
- Жінки з хорошими манерами та високими стандартами поведінки.[1][2]

## На суді
З часів королеви Марії I та королеви Єлизавети I титул Джентльвумен спальні Її Величності носили дами, які служили королеві Англії, а згодом вони стали леді спальні.

## Конгрес США
«Джентльвумен» також вживається в Палаті представників Сполучених Штатів, посилаючись на жінку-члена Палати, як у «джентльвумен із [штату]».

## Деякі вживання в літературі
- Енітан Береола II, Джентльвумен: Етикет для леді, від джентльмена[3] (2014)
- Ізабелла Вітні, Копія листа, нещодавно написаного метром молодою джентельвумен: до свого непостійного коханця, прибл. 1567[4] найраніший відомий том англійської світської поезії, опублікований жінкою
- Джейн Енгер: її захист для жінок, щоб захистити їх від скандальних повідомлень про покійного коханця, який обжорився… Написала Джейн Енгер, Джентльвумен у Лондоні (1589)
- Річард Брейтуейт «Англійська джентльвумен» (1631) пішов за його «Англійським джентльменом» (1630), обидві книги про прийнятну поведінку.[5]
- «Гелена, джентльвумен», у «Все добре, що добре закінчується».
- Йоркширська джентльвумен та її син, Джордж Чепмен (XVII століття)
- «Квартілла, джентльвумен Тріфоени», в Голландському лігарі (1631) Шекерлі Марміона
- «Місіс Плезант, красива молода джентльвумен із багатством» у «Весіллі священика» (1641) Томаса Кіллігрю
- Енн Бредстріт, Десята муза, нещодавно виникла в Америці, Джентльвумен у таких частинах (1647)
- Ганна Вуллі, Супутниця джентльвумен; або Путівник по жіночій статі (1673)
- Еліза Сміт, The Compleat Housewife: or, Accomplished Gentlewoman's Companion (16-е видання, 1758)
- Журнал The Gentlewoman's Magazine (періодичне видання XVIII століття)
- Арвінд Нехра, Листи індійського судді до англійської джентльвумен (1934)
- Чарльз Енджелл Бредфорд, Бланш Паррі, джентльвумен королеви Єлизавети (1935)
- Марджері Шарп Дурна джентльвумен (1948)
- Ленгтон, А., Джентльвумен у Верхній Канаді (1950)
- Мері Геллок Фут, Вікторіанська джентльвумен на Далекому Заході: спогади Мері Геллок Фут (1972)